# チーム・バチスタの栄光
『チーム・バチスタの栄光』（チーム・バチスタのえいこう）は、2006年（平成18年）2月に宝島社から刊行された海堂尊の長編小説。作者のデビュー作であり、第4回『このミステリーがすごい!』大賞を受賞した。受賞時のタイトルは『チーム・バチスタの崩壊』。
映画化、テレビドラマ化もされた。

## 概要
作中に登場する「東城大学医学部付属病院」を舞台とした『田口・白鳥シリーズ』の第一作にあたり、前述の『このミステリーがすごい!』大賞の選考では委員の満場一致で受賞が決まった。
しかし海堂は、二次選考通過の連絡がなかったため落選だと思い込み、ただちに『螺鈿迷宮』を江戸川乱歩賞に応募したがこちらは一次選考で落選している。その後本作の二次選考通過の知らせが来た。
現役の医師である海堂が描くリアルな医療現場や、大学病院における医局政治や人間関係、バチスタ手術中の謎の死をめぐるミステリーもさることながら、何よりもその強烈で印象的なキャラクターとその語り口が、選考委員の間で評価され、320万部を超えるベストセラーとなった。
執筆時は構想から一週間で200枚書き上げたところで田口公平にこれ以上調査を任せるのは酷だとわかったため筆が止まったことがあるが、田口と正反対の性格のキャラクターが外部から調査に来るアイディアに思い至り、もう一人の探偵役である白鳥圭輔が生み出されたというエピソードがある。海堂は執筆中に決まったJ-POPを「テーマソング」として流す習慣があり、執筆時のBGMは、アンダーグラフ「ツバサ」。
なお、作中で描かれたバチスタ手術（左室形成術一術式）は2006年時点の技術に基づいて描かれている。現在ではこの手術に関する技術などはより進歩している。
海堂が導入を訴えているオートプシー・イメージング（Ai）が事件を解く大きなカギとなっている。

## ストーリー
桜宮市の東城大学医学部付属病院は、フロリダのサザンクロス心臓疾患専門病院から心臓外科の権威、桐生恭一を招聘し、心臓移植の代替医療であるバチスタ手術を専門に行うチーム、「チーム・バチスタ」を結成、「チーム・バチスタの奇跡」と呼ばれる程の驚異の成功を収めていた。
しかし、成功率100%だったチーム・バチスタが、3例立て続けに謎の術中死に遭遇する。少年ゲリラ兵へのバチスタ手術により世間の注目を集める中、疑念を解明するため、病院長・高階は神経内科学教室の万年講師で、「不定愁訴外来（別名・愚痴外来）」の責任者・田口に内部調査を命じる。
だがチーム・バチスタの調査が難航した時、外部からの調査者、厚生労働省の役人「ロジカル・モンスター」白鳥がやってくる。

## 登場人物
以下の登場人物一覧は小説に準拠する。
田口公平
東城大学医学部付属病院神経内科学教室講師、不定愁訴外来（通称「愚痴外来」）。その仕事と名前から「グッチー」「行灯」などとあだ名される。外科医としての適正があったが、血を見るのがいやだという理由で神経内科医となる。白鳥曰く、「パッシヴ・フェーズ」の純粋な使用者。辛抱強く話を引き出すその手腕から、不定愁訴外来は患者から口コミで評判が広がり、来院する患者が多いが、閑職でのんびりしたかった田口としては当てが外れた形となる。卒業試験の口頭試問で試験官だった高階院長にお目こぼしで卒業させてもらった経緯があり、以来頭が上がらない。病院内では「出世競争から外れながら、大学には居座り続けている」と悪評とも感嘆ともつかない評価がある。41歳。
白鳥圭輔
厚生労働省大臣官房秘書課付技官・医療過誤死関連中立的第三者機関設置推進準備室室長。通称「ロジカル・モンスター」、「火喰い鳥」などとも呼ばれる。厚生労働省の問題児。彼が通った後はぺんぺん草も生えないとの評判が「火喰い鳥」の由来となる。田口の第一印象は「ゴキブリ」。省内で追い出し同然の扱いを受けても、まったく懲りた様子がなく、もて余されて医療過誤死の中立的第三者機関設置プロジェクトを押し付けられる。医師免許も持っている。既婚者で2人の娘がいる。名前のみしか登場しないが、「氷姫」と呼ばれる入省首席の姫宮という優秀な女性の部下がいるが、白鳥の評価は低く、「ビービー」泣かせているらしい。「アクティブ・フェーズ」と称する挑発的な言動で人の深層を引きずり出すのを得意とするが、その効果は穏やかな田口、老獪な高階院長や藤原看護師すら動揺・激怒させるほどで、挑発が過ぎて酒井や鳴海からは殴られる。
高階権太
東城大学医学部付属病院院長。消化器腫瘍外科教授。田口にバチスタ・スキャンダルの予備調査を命じる。桐生を招聘し、「チーム・バチスタ」の結成に関わった張本人。会話を誘導し、詰将棋のように相手の逃げ場をなくしたり、院内の実力者の正論を論破するなど、強かな狸。自分の名前を嫌っている。
藤原真琴
不定愁訴外来のただ一人の専任看護師。体は小柄で動作は緩慢に見えるが、必要なことはいつの間にか終わらせ、安定した印象を与えるベテラン。その気になれば教授の首も飛ばせると噂される影の実力者。看護師達からの信望も厚い。「フジさん」と呼ばれているが「地雷原」という影のあだ名もある。定年退職後再任用を希望していたが、その政治力ゆえもて余されて不定愁訴外来への専任が決まる。61歳。

### チーム・バチスタ
桐生が選抜した人材で構成された東城大学医学部付属病院が誇るバチスタ手術専門の外科チーム。「グロリアス・セブン（栄光の七人）」とも称される。一般的なバチスタ手術の成功率は60%なのに対し、桐生のチームの成績は第一例目から手術を成功させる為、100%の成功率を誇りその勇名を内外に轟かせる。
桐生恭一
臓器統御外科助教授。「チーム・バチスタ」のリーダー、執刀医。高階の意向によって、フロリダ・サザンクロス心臓疾患専門病院から招聘される。自身の失敗や反省から論理的に構築した手術を行い、その手腕から「ミスター・パーフェクト」と称される。理路整然とした思考、患者を救うことへの清廉な志を持った非の打ち所の無い性格で、周囲を引き付ける魅力を持つ。田口の第一印象は「鷹」。42歳。
鳴海涼
基礎病理学教室助教授、病理医。桐生の義弟で考えも桐生と似通る部分もある。かつて桐生とアメリカで外科医をしていたが、病理に興味を移し病理医に転進。「ダブル・ステイン法」という術中診断法を確立させ、「診断と治療は分けるべき」という考えから、会議には参加しないが病理医ながらも桐生と切除範囲を決める形で手術に参加している。気高さを感じさせる風貌や言動、言葉の端々に英語を交える語り口が特徴。白鳥曰く、パッシブフェーズとアクティブフェーズ両方を使いこなせるらしい。田口の第一印象は「シャム猫」。37歳。
垣谷雄次
臓器統御外科講師、医局長、「チーム・バチスタ」第一助手。胸部大動脈瘤バイパス手術の専門家。桐生招聘以前は次期助教授になる予定だった。軽口を叩きつつもやや横柄に振る舞い、相手に威圧感を与えるタイプ。田口の第一印象は「カバ」。49歳。
酒井利樹
臓器統御外科助手、「チーム・バチスタ」第二助手。チームに自ら志願して加入。以前執刀した患者が愚痴外来送りとなり、田口とは因縁がある。血気盛んだが自尊心が高く、桐生に敬服しているのに対し、垣谷の事は軽視している。田口の第一印象は「スピッツ」。実家は神経内科医院を開業している。30歳。
氷室貢一郎
麻酔科講師、「チーム・バチスタ」麻酔科医。物静かだが、感情を感じさせないような振る舞いで、田口には「死体のような男」と評される。喘息持ち。田口の第一印象は「紋白蝶」。37歳。
羽場貴之
臨床工学技士、「チーム・バチスタ」リスクマネジャーでもある。チーム最年長。人工心肺のスペシャリスト。コ・メディカルという職業柄、時間厳守を徹底する感覚の持ち主。田口の第一印象は「象」。53歳。
大友直美
手術室看護師主任。後輩の星野響子の後任として「チーム・バチスタ」に参加。彼女の加入以後、術死が始まる。星野が抜擢された時の自分への心無い噂や、加入後に始まった術死で自分が要因だと考えることもあり思い詰めている。田口の第一印象は「巻き貝」。思いつめ、泣き出す弱さを見せながらも、気が強く、強かな一面もある。33歳。
星野響子
2年目の手術室看護師。反射神経の良さを桐生に見込まれチームに参加するが、結婚を理由に寿退社する。24歳。

### その他
黒崎誠一郎
臓器統御外科教授。臓器統御外科のトップ、リスクマネジャーも務める。高階院長のライバルであり、消化器腫瘍外科出身の院長が臓器統御外科の人事に介入して桐生を招聘したことを内心腹に据えかねているが、その実力は認め、対外的には自分が招聘したかのようにアピールしている。57歳。
兵藤勉
神経内科学教室助手、医局長。以前、田口を陰謀で陥れようとして失敗。院内の噂を嗅ぎ回っては吹聴しており、白鳥には「拡声器」と呼ばれている。
有働
神経内科学教室教授。小心で院内政治には無頓着。
曳地均
呼吸器内科学教室助教授。リスクマネジメント委員会委員長。電子カルテ導入委員会委員長。周りが辟易するほどの何重否定も辞さない回りくどい言い回しで物事をぼやかすことに長けている。
松井
総看護師長。看護課のトップ。
ミヒャエル
フロリダのサザンクロス心臓疾患専門病院教授。
アガピ・アルノイド
南アフリカ、ノルガ共和国の反米ゲリラ少年兵。7歳。アメリカで受け入れ拒否されたため東城大学医学部付属病院でバチスタ手術を受けることになる。

## 書籍情報
- ハードカバー：2006年1月21日発売[1]、宝島社、ISBN 978-4-7966-5079-3
- 文庫版（上）：2007年11月12日発売[4]、宝島社文庫、ISBN 978-4-7966-6161-4
- 文庫版（下）：2007年11月12日発売[5]、宝島社文庫、ISBN 978-4-7966-6163-8
- 文庫新装版：2015年9月19日発売[6]、宝島社文庫、ISBN 978-4-8002-4642-4

## 映画
東宝邦画系にて、2008年2月9日公開。2007年10月7日クランクイン、11月17日クランクアップした。映画化にあたり、主人公・田口公平が女性・田口公子に変更され年齢も引き下げられた。興行収入17.6億円。
2009年3月6日の21時 - 22時54分に地上波初放送。2010年10月3日の21時 - 22時54分に地上波2回目放送。

### キャスト
- 田口公子 - 竹内結子
- 白鳥圭輔 - 阿部寛
- 桐生恭一 - 吉川晃司
- 鳴海涼 - 池内博之
- 酒井利樹 - 玉山鉄二
- 大友直美 - 井川遥
- 羽場貴之 - 田口浩正
- 氷室貢一朗 - 田中直樹（ココリコ）
- 垣谷雄次 - 佐野史郎
- 藤原真琴 - 野際陽子
- 黒崎誠一郎 - 平泉成
- 高階権太 - 國村隼
- 有働喜三郎 - ベンガル
- 星野響子 - 野波麻帆
- 市川留蔵 - 上田耕一
- キク - 上月左知子
- 足立 - 森下能幸
- 鮫島 - 小林聡
- 井川 - 並樹史朗
- 斉木 - 山中崇[注 1]
- 小倉勇吉 - 山口良一
- アガピ・アルノイド - アミル
- 吉村真菜 - 小野花梨
- 仁科裕美 - 橋本亜紀
- 病院・事務スタッフ - 根本美緒
- 取材リポーターA - 久保田智子（当時TBSアナウンサー）

### スタッフ
- エグゼクティブプロデューサー - 間瀬泰宏
- 企画 - 市川南
- プロデューサー - 佐倉寛二郎、山内章弘
- 監督 - 中村義洋
- 脚本 - 斉藤ひろし、蒔田光治
- 音楽 - 佐藤直紀
- 医療監修 - 須磨久善
- 医療指導 - 天野篤
- 撮影 - 佐々木原保志
- 照明 - 祷宮信
- 録音 - 小野寺修
- 美術 - 部谷京子
- 編集 - 阿部亙英
- 装飾 - 小池直実
- 映像制作 - 東宝映像美術
- 制作プロダクション - クロスメディア
- 制作協力 - 東宝映像制作部
- 配給 - 東宝
- 製作 - TBSテレビ、東宝、このミス!大賞連合、毎日放送、中部日本放送、RKB毎日放送、北海道放送、S・D・P、朝日新聞社、TCエンタテインメント、クロスメディア

### 主題歌
- EXILE 「You're my sunshine」作詞：TAKAHIRO / 作曲・編曲：原一博

## 漫画
宝島社の公募により、大賞に選ばれた佐藤いづみによりコミカライズされている。

### 書籍情報（漫画）
- 単行本：2008年1月26日発売[10]、宝島社、ISBN 978-4-7966-6246-8
- 漫画文庫版：2012年7月5日発売[11]、宝島社文庫、ISBN 978-4-7966-9977-8

## テレビドラマ
2008年10月14日から同年12月23日まで、関西テレビとMMJの制作により、フジテレビ系列で連続テレビドラマとして放送された。

## コンピュータゲーム
ハドソンからニンテンドーDS用アドベンチャーゲーム『チーム・バチスタの栄光〜真実を紡ぐ4つのカルテ〜』が2008年12月25日に発売された。原作を元にしたストーリーに加え、ゲームオリジナルのストーリー3本を収録、ゲームオリジナルキャラクターである厚生労働省の新人調査官、村上翔太と水嶋涼子を主人公に話を進めていく。

## アプリゲーム
チーム・バチスタの栄光 メフィストフェレスの契約
ハドソンから配信されている携帯電話向けのゲームアプリ。ジャンルはアドベンチャーゲーム。2008年12月1日より配信開始された。有料ダウンロード。